# HAT-P-14 b
HAT-P-14b — экзопланета, которая вращается вокруг звезды HAT-P-14. Планета была открыла методом транзита 10 марта 2010 года. Масса планеты превышает 2 массы Юпитера, большая полуось = 0,06 а. е..
Планета находится на расстоянии в 670 световых лет от Земли в направлении созвездия Геркулеса. На земном небе видна как звезда 10-й звёздной величины спектрального класса F.